# Robert Stafford
Robert Theodore Stafford (Rutland, 8 agosto 1913 – Rutland, 23 dicembre 2006) è stato un politico statunitense, senatore per lo stato del Vermont dal 1971 al 1989 e in precedenza membro della Camera dei Rappresentanti per lo stesso stato dal 1961 al 1971 e governatore dal 1959 al 1961.

## Biografia
Figlio maggiore del politico Bert L. Stafford, si laureò in legge all'Università di Boston e divenne avvocato. Svolse il servizio militare nelle riserve della marina durante la seconda guerra mondiale, con il grado di alfiere. Assegnato all'intelligence, completò l'addestramento al Darmouth College e a Fort Dix. Prestò servizio anche a bordo della USS West Point e raggiunse il grado di tenente comandante. Nel 1951 fu richiamato alle armi in occasione della guerra di Corea, al termine della quale continuò ad essere riservista, congedandosi nel 1971 col grado di capitano.
Entrato in politica con il Partito Repubblicano, nel 1955 divenne Procuratore generale del Vermont. Nel 1956 venne eletto vicegovernatore dello stato e due anni più tardi riuscì a farsi eleggere governatore del Vermont con un margine di scarto sull'avversario democratico di soli 719 voti.
Nel 1960 si candidò alla Camera dei Rappresentanti per l'unico seggio da deputato che lo stato esprime in seno al Congresso. Il seggio era occupato dal democratico William H. Meyer, che due anni prima era riuscito a spezzare una linea costante di vittorie repubblicane che perdurava da oltre cento anni. Stafford sconfisse Meyer e fu rieletto deputato per altri quattro mandati nelle successive tornate elettorali.
Alla morte del senatore Winston L. Prouty nel 1971, Robert Stafford fu nominato come suo successore fino a nuove elezioni. Presentatosi come candidato anche in quell'occasione, vinse un mandato completo nel 1972, per poi essere confermato anche nel 1976 e nel 1982. Non si candidò per un altro mandato nel 1988, ritirandosi a vita privata dopo ventotto anni di servizio continuativo al Congresso.
Durante la sua lunga carriera politica, Robert Stafford fu un repubblicano estremamente moderato. Votò a favore del Voting Rights Act, del Civil Rights Act del 1964 e di quello del 1968. Fu inoltre un sostenitore delle unioni civili per le coppie omosessuali.
Morì nella sua città natale nel 2006, all'età di 93 anni.